# Svjetski dan moždanog udara
Svjetski dan moždanog udara obilježava se 29. listopada, a cilj je upozoriti javnost o važnosti preventivnih aktivnosti i promociji zdravog životnog stila, pravovremenog liječenja i rane rehabilitacije osoba koje su doživjele moždani udar, senzibilizirati širu javnost o čimbenicima rizika moždanog udara, podići razinu svjesnosti o prevenciji moždanog udara. 
Tijekom godine oko 15 milijuna ljudi u svijetu doživi moždani udar, od toga ih 6 milijuna umire od posljedica moždanog udara. Svake druge sekunde u svijetu netko doživi moždani udar, a svakih šest sekundi jedna osoba umre od moždanog udara. U dvije trećine bolesnika s preboljelim moždanim udarom ostaje različiti stupanj onesposobljenosti za svakodnevno samostalno funkcioniranje, dok je kod trećine bolesnika onesposobljenost trajna. 
U gradu Zagrebu, kao i u Hrvatskoj, moždani udar je na drugom mjestu po smrtnosti, kao i na razini Europe. 

## Moždani udar
Moždani udar označava naglo nastali neurološki poremećaj uzrokovan poremećajem moždane cirkulacije. Poremećaj cirkulacije dovodi do nedovoljne opskrbe određenih dijelova mozga kisikom i hranjivim tvarima. Nedostatak kisika i hranjivih tvari uzrokuje oštećenje i odumiranje živčanih stanica u dijelovima mozga koje opskrbljuje oštećena krvna žila što ima za posljedicu oštećenje onih funkcija kojima ti dijelovi mozga upravljaju. Moždani udarmože biti ishemijski (uzrokovan ugruškom koji začepi arteriju i onemogući protok krvi kroz nju) ili hemoragijski (uzrokovan puknućem krvne žile i prodiranjem krvi u okolno tkivo). Oko 85 % moždanih udara su ishemijski koji mogu biti posljedica tromboze (stvaranje ugruška u oštećenoj arteriji koja mozak opskrbljuje krvlju) ili embolije (otkidanje komadića ugruška koji je nastao na drugom mjestu a krvnom strujom doputuje i začepi moždanu arteriju). Oko 15 % moždanih udara su hemoragijski: intracerebralni hematom nastaje kada se krv iz krvne žile izlije u okolno tkivo mozga, a subarahnoidalno krvarenje nastaje kada se krv izlije u likvorske prostore oko mozga. Najčešći uzrok oštećenja krvnih žila u mozgu koja dovode do moždanog udara je ateroskleroza. Ateroskleroza je bolest koja dovodi do stvaranja naslaga masnoća, vezivnog tkiva, ugrušaka, kalcija i drugih tvari u stijenci krvne žile što uzrokuje sužavanje, začepljenje i/ili slabljenje stijenke krvne žile. Primarna prevencija moždanog udara obuhvaća mjere koje se poduzimaju s ciljem sprečavanja razvoja moždanog udara kod asimptomatskih osoba, a sekundarna prevencija odnosi se na identifikaciju i modifikaciju čimbenika rizika koji su doveli do bolesti kod bolesnika s preboljelim moždanim udarom ili TIA-om kako bi se spriječili recidivi.

## Simptomi
Najčešći simptomi moždanog udara su:
utrnulost, slabost ili oduzetost lica, ruke ili noge pogotovo ako je zahvaćena jedna strana tijela, poremećaji govora: otežano i nerazumljivo izgovaranje riječi, potpuna nemogućnost izgovaranja riječi i/ili otežano, odnosno potpuno nerazumijevanje govora druge osobe, naglo zamagljenje ili gubitak vida osobito na jednom oku ili u polovini vidnog polja, naglo nastala jaka glavobolja praćena povraćanjem bez jasnog uzroka, gubitak ravnoteže i/ili koordinacije povezani s drugim simptomima, omaglice ili vrtoglavice, nesigurnost i zanašanje u hodu, iznenadni padovi povezani s drugim simptomima.

## Upozoravajući znaci
Određenom broju moždanih udara prethode "upozoravajući znaci" - prolazni simptomi koji odgovaraju simptomima moždanog udara, ali su znatno kraćeg trajanja i u potpunosti se povuku nakon kraćeg vremena (simptomi uvijek traju kraće od 24 sata), a nazivaju se tranzitorne ishemijske atake (TIA). Osobe koje su imale TIA-u imaju značajno veći rizik nastanka moždanog udara. Bolesnik koji je imao tranzitornu ishemijsku ataku zahtijeva detaljnu neurološku obradu kako bi se utvrdio njezin uzrok.

## Čimbenici rizika za nastanak moždanog udara
Razne okolnosti, stanja, ponašanje, životne navike i bolesti značajno su povezani s incidencijom moždanog udara koje se nazivaju čimbenici (faktori) rizika za nastanak moždanog udara. Razlikuju se čimbenici rizika na koje se može djelovati i oni na koje se ne može djelovati.  
Čimbenici rizika na koje se ne može utjecati:
- dob, spol, rasa
- nasljeđe
- moždani udar u obiteljskoj anamnezi
- podatak o prethodnom moždanom udaru i/ili prethodnim tranzitornim ishemijskim atakama.

Čimbenici rizika na koje se može utjecati – povezani su sa stilovima života:
- pušenje
- prekomjerna konzumacija alkohola
- korištenje droga
- tjelesna neaktivnost i pretilost
- nepravilna prehrana
- stres
- upotreba oralnih kontraceptiva

## Bolesti i stanja
arterijska hipertenzija, srčane bolesti (fibrilacija atrija i ostale srčane aritmije, bolesti srčanih zalistaka, značajna stenoza karotidnih arterija...), tranzitorne ishemijske atake (TIA), povišen kolesterol, šećernu bolest, hiperhomocistinemija, hiperkoagulabilnost, povišen hematokrit i stanja hiperviskoznosti krvi, vaskulitisi.

## Dvije glavne strategije za prevenciju moždanog udara
“Masovni prilaz” naglašava modifikaciju stila života, kako bi se postigla umjerena redukcija u razini čimbenika rizika kod svih pojedinaca u populaciji. Primjer uključuje odgovarajuću dijetu za smanjenje visokog tlaka, kolesterola i razine masti u hrani, ograničenje potrošnje teških alkoholnih pića, prestanak pušenja, te promoviranje zdravog načina života u ciljnoj populaciji.
“Pristup bolesnicima visokog rizika” identificira osobe s visokim razinama faktora rizika u zajednici. U principu je ovdje potrebno specifično individualno liječenje za značajnije sniženje postojećih čimbenika rizika ugroženog bolesnika.
Masovni pristup primjenjuje se pretežno u primarnoj, a pristup visokog rizika pretežno se primjenjuje u sekundarnoj prevenciji, no oba pristupa se komplementarni u uspješnoj prevenciji moždanog udara.